# Pera librorum juvenilium
Pera librorum juvenilium (dt. Ranzen mit Büchern für die Jugend) ist der Titel einer Spezialenzyklopädie des Universalgelehrten Johann Christoph Wagenseil. Das reichhaltige Nachschlagewerk ist speziell für Schüler konzipiert und erschien 1695 in Nürnberg in lateinischer Sprache in fünf Bänden mit insgesamt etwa 6000 Seiten. Bis in das 19. Jahrhundert blieb die Pera librorum juvenilium der einzige Versuch einer Enzyklopädie für Schüler.

## Bandübersicht
Die Druckbände sind nur an wenigen Standorten verfügbar. Online verfügbar sind Digitalisate der Bayerischen Staatsbibliothek.
| Band | Inhalt                    |
| 1.   | Latein und Deutsch        |
| 2.   | Geographie                |
| 3.   | Geschichte Teil 1, Teil 2 |
| 4.   | Logik und Philosophie     |
| 5.   | Jura                      |